# Henri Deberly
Henri Deberly (Amiens, 1882-1947) fue un escritor francés. Ganó el premio Goncourt en 1926 por la obra Le Supplice de Phèdre (El suplicio de Fedra). Su tumba se encuentra en Viroflay, la estela funeraria fue diseñada por el artista René Iché.

## Obras
- Élégies et sonnets, 1911
- Un Homme et un autre. 1920
- L'impudente, Nouvelle Revue Française, 1923
- Prosper et Broudilfagne. 1924
- Pancloche. Cinquième édition 1925
- L'ennemi des siens, Nouvelle Revue Française, 1925
- Le Supplice de Phèdre,  Nouvelle Revue Française. 1926[a]
- Luce et Thierry, Nouvelle Revue Française, 1927
- Tombes sans lauriers, Nouvelle Revue Française. 1929
- L'agonisant ..., Gallimard, 1931
- La maison des trois veuves, Gallimard, 1935
- La Comtesse de Farbus. Gallimard, 1937
- La Pauvre Petite Madame Chouin. 1939

## Críticas
- "Review: Studies in French Literature: The Best French Short Stories of 1926-27, and the Yearbook of the French Short Story by Richard Eaton, Maximilian Rudwin, The Sewanee Review, Vol. 36, No. 4 (Oct., 1928), pp. 508-509